# Jakab András (jogász)
Jakab András (Budapest, 1978. március 2.) magyar jogász, egyetemi tanár. A Pázmány Péter Katolikus Egyetem Alkotmányjogi Tanszékének egyetemi docense. 2024 novemberétől az Emberi Jogok Európai Bíróságának bírája.

## Életpályája
Jogi tanulmányait a Pázmány Péter Katolikus Egyetemen és Salzburgban végezte, Heidelbergben LLM, Miskolcon PhD fokozatot szerzett. Az Eötvös Loránd Tudományegyetemen filozófiát, a Nyugat-magyarországi Egyetemen közgazdaságtant hallgatott.
2001–2003 között a Károli Gáspár Református Egyetemen közigazgatási jogot tanított. 2003–2004 között a heidelbergi Max-Planck-Institut für ausländisches öffentliches Recht und Völkerrecht tudományos munkatársa volt. 2004–2006 között Nottinghamben EU-jogot és brit alkotmányjogot tanított. 2006–2008 között a Liverpooli Egyetemen jogi módszertant és érveléstechnikát, valamint jogelméletet oktatott. 2008–2010 között a spanyol miniszterelnöki hivatal kutatóintézetének tudományos munkatársa, ahol összehasonlító alkotmányjogi érveléstechnikával foglalkozott.
Az Alkotmányjogászok Nemzetközi Társaságának legutóbbi, athéni világkongresszusán a társaság fődíjának nyertese. A William and Mary Law School (Williamsburg, U.S.) madridi nyári egyetemének rendszeres meghívott oktatója. Hét különféle nyelven több mint száz publikációja jelent meg alkotmányelméleti, EU-jogi, jogbölcseleti és összehasonlító alkotmányjogi témákban. A Jogesetek Magyarázata című folyóirat alapító főszerkesztője.
Kutatási területe az összehasonlító alkotmányjog, az alkotmányelmélet és a jogi érveléstechnika.
2024. június 26-án Ausztria bejelentette, hogy Gabriele Kucsko-Stadlmayer mandátumának lejártával november elsejétől Jakab Andrást delegálja az Emberi Jogok Európai Bíróságába. Bár Jakab magyar állampolgár, a bejelentés időpontjában a Salzburgi Egyetemen az osztrák alkotmányjog professzoraként dolgozott, így eshetett rá a választás.

## Főbb publikációi
- Hibrid rezsimből jogállamba (From a Hybrid Regime into the Rule of Law). Jakab András; (January 30, 2022)
- Az európai alkotmányjog nyelve; Nemzeti Közszolgálati Egyetem, Bp., 2016
- A magyar jogrendszer állapota; szerk. Jakab András, Gajduschek György; MTA TK JTI, Bp., 2016
- A jog tudománya. Tudománytörténeti és tudományelméleti írások gyakorlati tanácsokkal; szerk. Jakab András, Menyhárd Attila; HVG-ORAC, Bp., 2015
- Alkotmányozás Magyarországon, 2010-2011, 1-2.; szerk. Drinóczi Tímea, Jakab András; Pázmány Press, Bp.–Pécs, 2013
- Alkotmányozás Magyarországon és máshol. Politikatudományi és alkotmányjogi megközelítések; szerk. Jakab András, Körösényi András; MTA TK Politikatudományi Intézet–ÚMK, Bp., 2012
- Az új Alaptörvény keletkezése és gyakorlati következményei; HVG-ORAC, Bp., 2011
- Az Alkotmány kommentárja[halott link] (Budapest: Századvég, 2. bővített és javított kiadás 2009) I-II. kötet, pp. xlviii + 3007
- Az Alkotmány kommentárja (Budapest: Századvég 2009) I-III. kötet, pp. 2821
- The Transformation of the Hungarian Legal Order 1985-2005 (The Hague e.a.: Kluwer Law International 2007) (társszerkesztók: Allan F. Tatham és Takács Péter) pp. 673
- A magyar jogrendszer átalakulása 1985/1990-2005 (Budapest: Gondolat – ELTE ÁJK 2007) I-II. kötet, pp. 1187 (társszerkesztő: Takács Péter)
- A magyar jogrendszer szerkezete (Budapest – Pécs: Dialóg Campus 2007) pp. 296
- Oktatásügyi igazgatás (Budapest: BKÁE, 2. kiadás 2004) pp. 52 (társszerző: György István)
- A jogszabálytan főbb kérdéseiről (Budapest: Unió 2003) pp. 220
- Oktatásügyi igazgatás (Budapest: BKÁE 2002) pp. 52 (társszerző: György István)
- Jogérvényesítés – jogalkalmazás (Budapest: KGRE 2002) pp. 155